# Big Thompson (rivière)
La Big Thompson est une rivière des États-Unis de 126 km de long qui coule dans l’État du Colorado. Elle est un affluent de la South Platte et donc un sous-affluent du Mississippi.